# Hard Ground
Hard Ground (br: Trilha Indomável) é um filme estadunidense de 2004, do gênero western, dirigido por Frank Q. Dobbs e que tem Amy Jo Johnson como protagonista feminina. A produção surpreendeu ao trazer de volta ao mundo dos filmes de western, os atores Burt Reynolds e Bruce Dern, famosos por suas atuações em filmes e séries do gênero nos anos 60, 70 e 80. O filme foi gravado em Santa Clarita, California, USA e originalmente produzido para o canal Hallmark Channel. No Brasil, o filme foi lançado diretamente em DVD e exibido pela Rede Record.

## Sinopse
No violento oeste americano do começo do século XX, um assassino e ladrão aterroriza o Arizona. O único homem que parece não temê-lo é um caçador de recompensas chamado John Mckay (Burt Reynolds). Ele é procurado pelo xerife Nate Hutchinson (Bruce Dern) quando está na prisão e recebe a proposta do perdão da sentença caso ele prometa acabar com o assassino. John aceita e parte em busca do perigoso bandido em uma caçada onde só é possível um deles dois sair com vida. No caminho resgata Liz (Amy Jo Johnson) e leva um jovem inexperiente mandado pelo xerife para que ele garanta o que prometeu. Tiroteios e muita ação no faroeste não faltam nessa produção.

## Filmagens
O filme Trilha Indomável teve suas suas filmagens realizadas em Santa Clarita, California, nos Estados Unidos. A cidade foi escolhida devido ao seu apelo cinematográfico com o velho oeste, seu tipico pôr-do-sol dourado e as montanhas que formam seu visual de paisagem intocada. O diretor Frank Q. Dobbs já havia filmado diversos trabalhos na região, que mantem uma base de indústria de filmes de quase um século. Em entrevista ao Hallmark no lançamento de Trilha Indomável, Frank disse que foi um prazer rodar um filme novamente onde lendas como John Ford, William S. Hart e Gene Autry se apaixonaram com a versatilidade e o autêntico legado ocidental da área. Em Santa Clarita está localizada a Calçada da Fama para Astros do Oeste, similar a Calçada da Fama de Hollywood, porém homenageando apenas atores, diretores e profissionais da indústria por suas contribuições à herança ocidental americana. Entre os homenageados com uma estrela na calçada, está um dos protagonistas de Trilha Indomável, Bruce Dern, o xerife Nate Hutchinson do filme. Bruce Dern ganhou sua estrela em 2003, logo após o lançamento de Trilha Indomável.

## Lançamento
Hard Ground teve sua estreia no horário nobre do canal Hallmark Channel em 12 de julho de 2003, sendo posteriormente lançado em DVD. No Brasil, chegou diretamente em DVD pela Alpha Filmes com o titulo de Trilha Indomável. Em 2004, teve sua estreia na TV aberta brasileira através da Rede Record. Em 2008, passou a ser exibido juntamente a outros filmes de velho oeste, nos canais do Sistema Brasileiro do Agronegócio.

## Elenco
- Amy Jo Johnson como Elizabeth Kennedy
- Burt Reynolds como John McKay
- Seth Peterson como Joshua
- Bruce Dern como Sheriff Hutch Hutchinson
- David Figlioli como Billy Bucklin
- Martin Kove como Floyd
- Larry Hankin como Toothless
- Michael Shamus Wiles como Mundo
- Bill Henderson como Junior Gunn
- Sergio Calderón como General Jesus Navarro